# Whiskey in the Jar
«Whiskey in the Jar» (укр. Віскі у флязі) — традиційна ірландська балада.
У пісні «Whiskey in the Jar» розповідається про розбійника, який обікрав військового і приніс здобич додому, але його зраджує кохана і він опиняється у в'язниці. Точний час, коли було написано пісню, невідомий, але музикознавці припускали, що в ній могло розповідатися про походження розбійника Патріка Флемінга, якого стратили 1650 року. Найдавніші писемні копії пісні, що зберігаються в колекціях, датовані першою половиною XIX століття.
У 1960-х роках її виконували фолктріо Peter, Paul and Mary, гурти The Dubliners, The Seekers та The Highwaymen. Але одною з найбільш популярних та найчастіше копійованих стала версія гурту Thin Lizzy, яка вийшла 1972 року, посівши перше місце в ірландському хіт-параді, та потрапивши до чартів інших європейських країн, включаючи Велику Британію. Надалі одну з найбільш відомих кавер-версій виконав рок-гурт Metallica, включивши її до свого альбому 1998 року Garage Inc. Серед інших авторів кавер-версій: гітарист Grateful Dead Джеррі Гарсія, брит-поп-гурт Pulp, попгурт Belle and Sebastian та багато інших.